# Castell Beregvár
El castell Shenborn també conegut com a castell Beregvár, és un castell que es troba a 60 km de la ciutat d'Újhorod, a 18 km de la ciutat de Mucatxevo i a 10 km de la ciutat de Sval·lava, a les muntanyes Carpats a Ucraïna. Es troba a una altura de 400 msnm i el seu territori ocupa cinquanta hectàrees. Està inscrit al Registre nacional de monuments immobles d'Ucraïna amb el número 21-227-0002.
Fou construït l'any 1889 amb un estil francès, pel Comte Erwin Friedrich von Shenborn-Buchheim. Va ser habitat durant cinquanta-cinc anys (1889-1944) pels familiars de Shenborn. .
El Castell té tres-centes seixanta-cinc finestres, dotze portes i cinquanta-dues habitacions, es diu que interpreta l'estructura del calendari: 365 dies de l'any, 12 mesos de l'any i 52 setmanes que té un any. A la façana hi ha inscripcions de la bíblia situades davall o damunt de les finestres i també el símbol de la família.

## Història
L'any 1728 l'emperador Carles VI va regalar les seves terres, denominades Zakarpattya, a Loret Fransua Shenborn, d'Alemanya, a partir d'aquell moment les terres passaren a ser de la família Shenborn. Un any després Loret va morir, i les terres passaren a ser del seu cosí Fridirich Karl.
Les terres foren passant de generació en generació, fins a arribar al quint hereu, Erwin Shenborn-Buchheim. Aquest juntament amb la seva dona, Teresa, va ser el fundador del Castell l'any 1889. Uns anys després, l'any 1906 tingueren un fill anomenat Georg Erwin Friedrich von Shenborn-Buchheim que va ser el darrer Compte en residir en el Castell de Shenborn.
Després el castell va passar a ser de la Comtessa Cristiana qui es va dedicar a ajudar econòmicament als pobles propers al Castell.
A partir de l'any 1945, el Castell deixà de ser un lloc privat i va esdevenir un lloc de visites. Actualment és un monestir on hi resideixen monges.

## Llegenda
El comte Georg va regalar com a mostra d'amor etern a la seva esposa Teresa dos llacs en forma de cor situats davant el Castell. Anys després en George va tenir consciència de la infidelitat de la seva esposa i va enviar a destruir un dels llacs en forma de cor i del llac que quedà, li canvià la forma i ara té la del país Àustria, d'on provenien els seus pares.

## Galeria

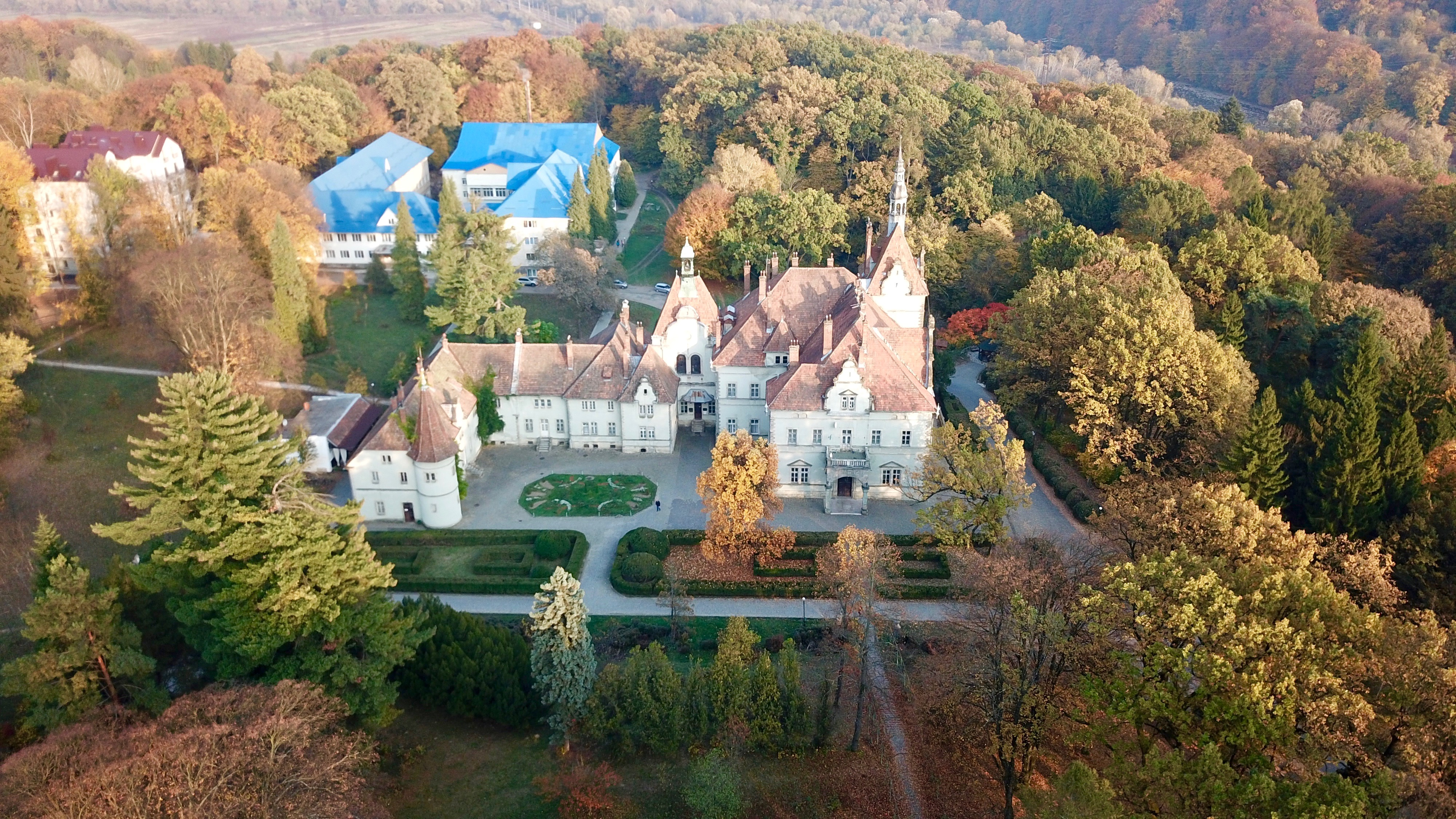
Vista aèria
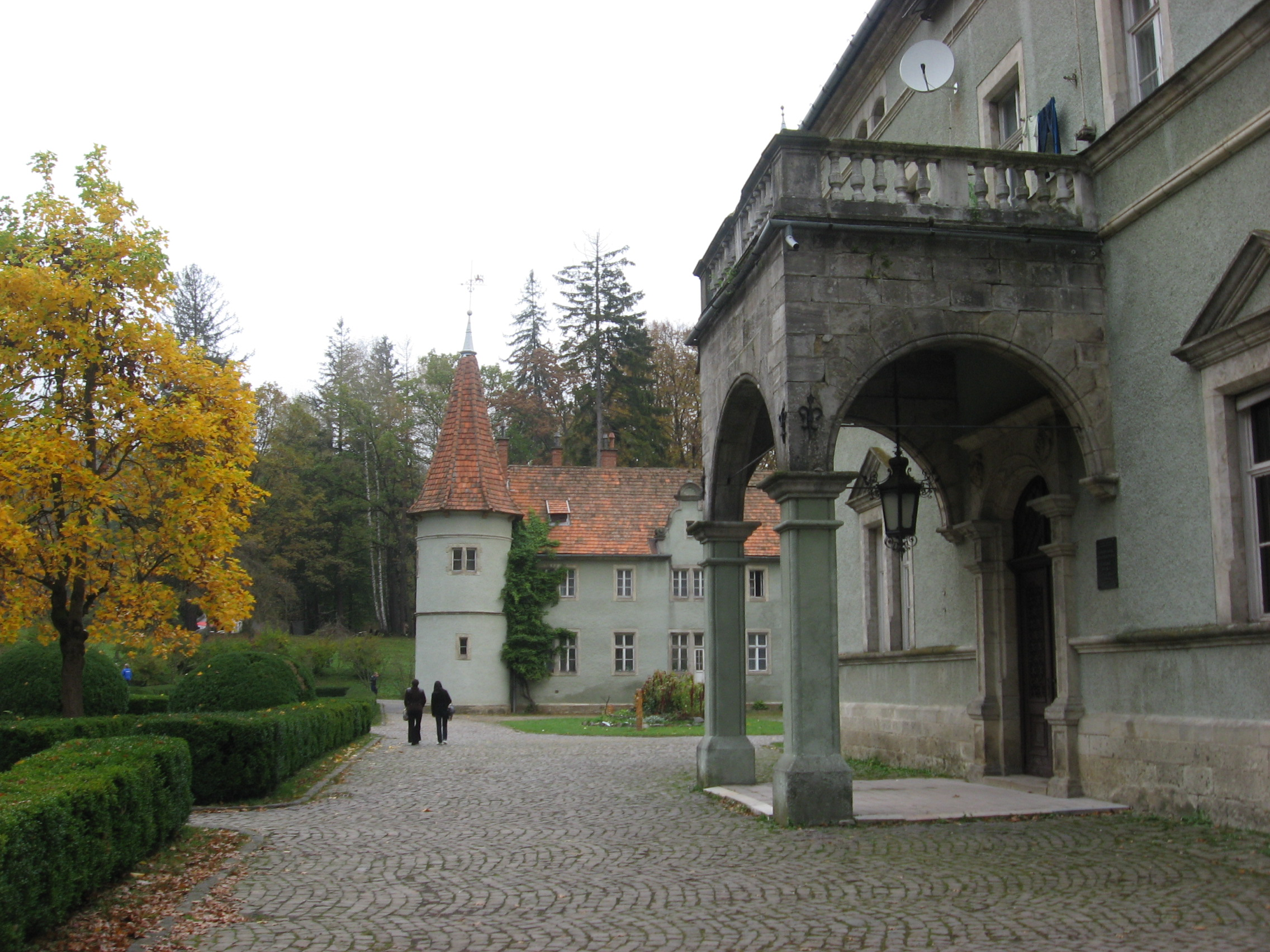
Porxo
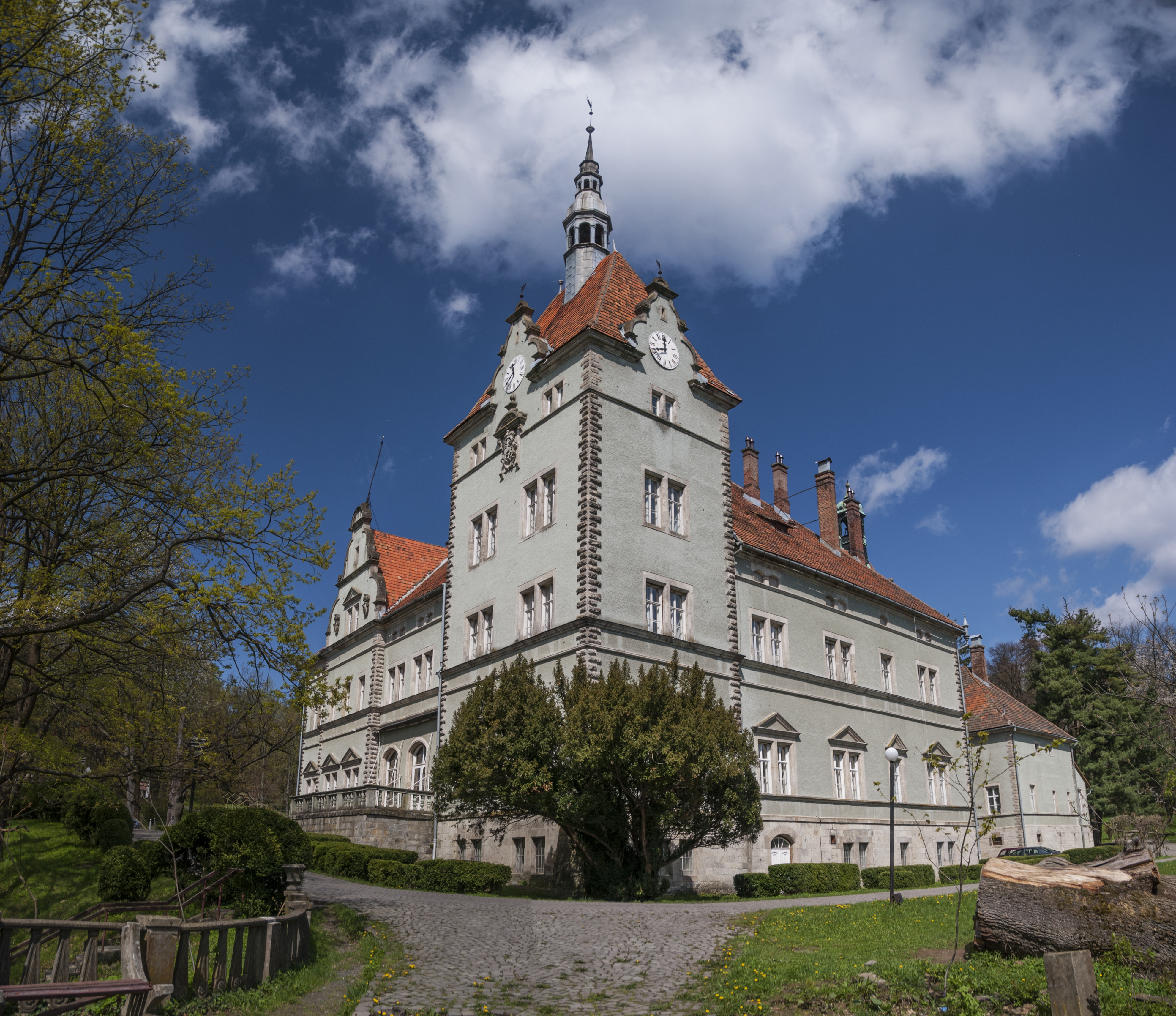
Torre
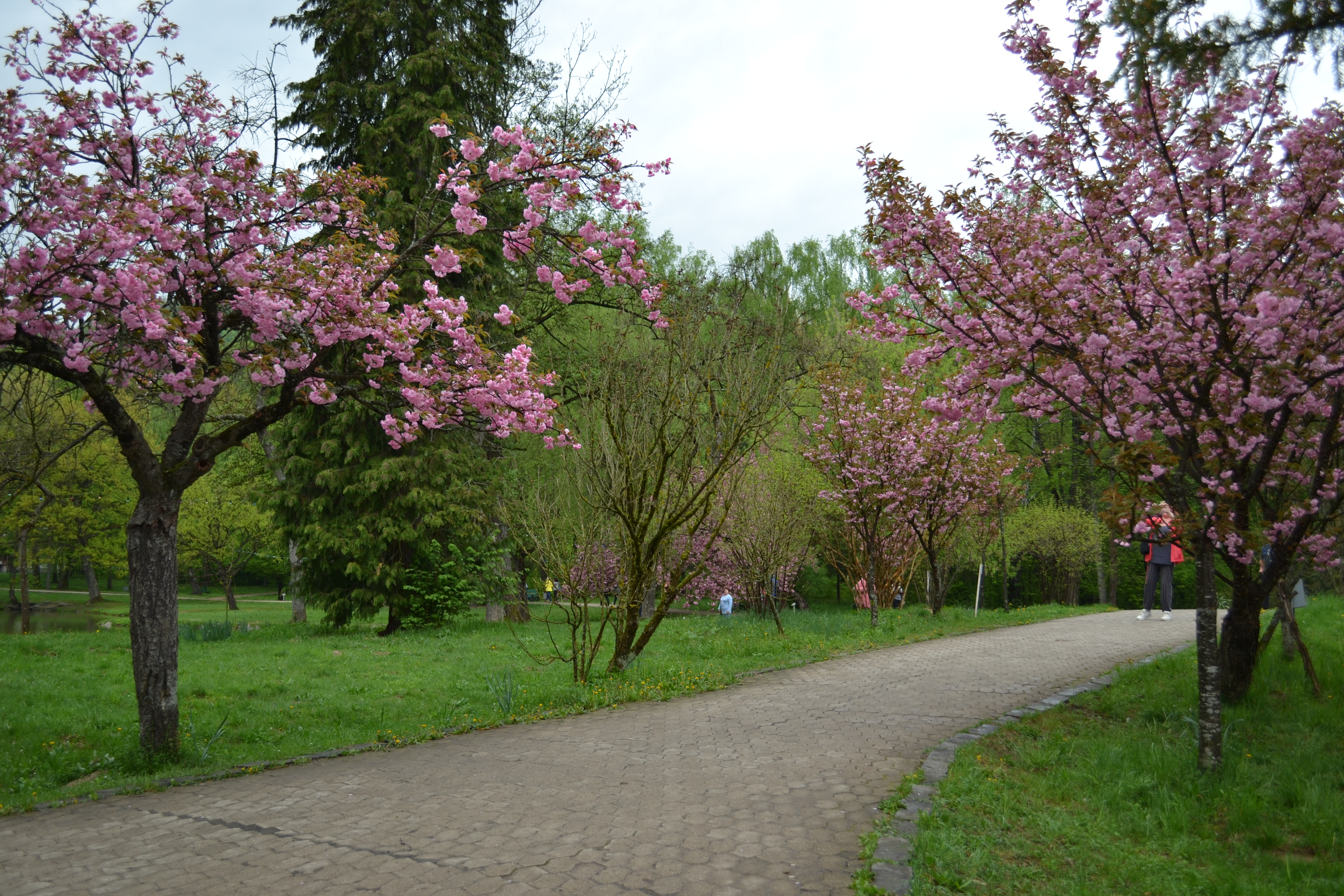
Parc
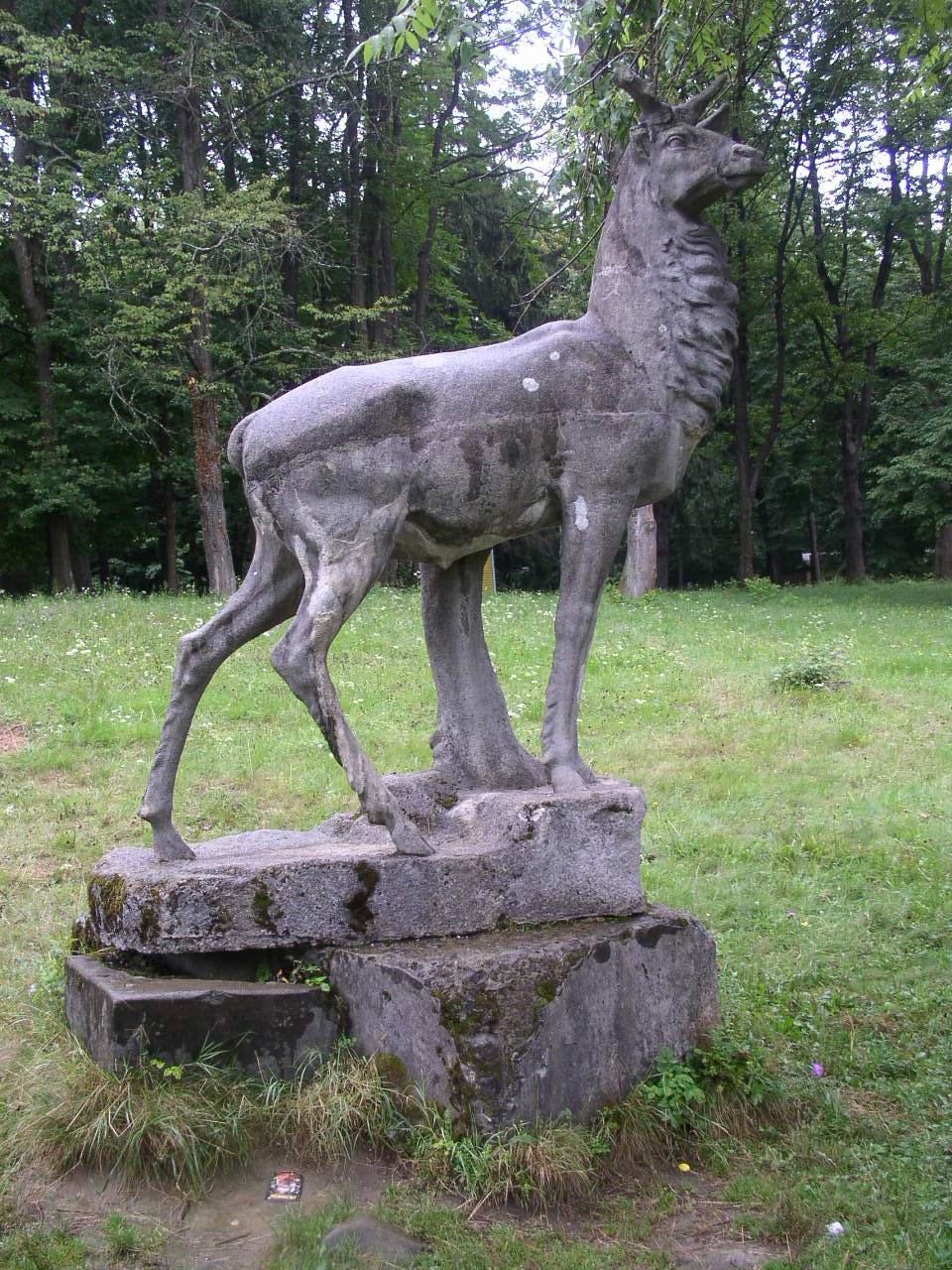
Estàtues